# 久保為義
久保 為義（くぼ ためよし、明治39年（1906年）11月15日 - 昭和17年（1942年）2月5日）は、日本の映画監督、脚本家である。宝塚キネマ時代は久保 文憲（くぼ ふみのり）を名乗る。

## 来歴
1906年（明治39年）11月15日、京都市下京区に生まれる。
1925年（大正14年）、旧制・京都市立第一商業学校（現：京都市立西京高等学校・附属中学校）卒業。第一銀行に就職。
1926年（大正15年）、2年後輩の山中貞雄とともに、友人ですでに俳優や助監督をしていた2歳下のマキノ正博のもとを訪ね、正博の父・牧野省三の会社「マキノ・プロダクション」に入社、助監督となった。
この年、現代劇『青い眼の人形』で正博が18歳で監督でデビューするが、このときに正博のオリジナルストーリーをもとに脚本を書いたのが19歳の久保であった。同作で久保も脚本家としてデビューとなった。さらに翌年の1927年（昭和2年）1月28日に公開された『この母を見よ』で久保は20歳で監督としてデビューした。同作の主演は、のちの映画監督の滝沢英輔（「滝沢憲」名義）であった。同年7月に正博と共同監督で『学生五人男 飛躍篇』を監督するが、正博の監督作2本の脚本を書いた後に徴兵され、奈良歩兵第38連隊に入隊する。
2年半後の1930年（昭和5年）に同社に復帰、正博と同じ長屋に住んで、『運命線上に躍る人々』を正博と共同監督、同年2月14日に公開される。翌1931年（昭和6年）1月末までに7本ほど、単独や共同監督で撮ったところで同社が瓦解した。久保は、高村正次の設立した「宝塚キネマ」に参加、「久保文憲」名義で7本を監督した。
1935年（昭和10年）11月のマキノ正博による「マキノトーキー製作所」の設立に参加、同社設立第1作の『江戸噺鼠小僧』を正博と共同監督する。翌1936年（昭和11年）1月の同社の体制発表に際して、「監督部」に名を連ねた。それから、1937年（昭和12年）1月末までに14本のトーキーを撮ったが、同年4月初旬、同社は資金ショートにより解散する。
久保は同年、J.O.スタヂオに移籍、かつて『江戸噺鼠小僧』を「山本正夫」のペンネームで書いた森田信義のプロデュースのもと、古川緑波原作の『歌う弥次喜多 京大阪の巻』、長谷川伸原作の『裸武士道』を撮ったが、その直後に再び徴兵され、福知山歩兵第20連隊に入隊する。31歳の頃であった。
2年後の1939年（昭和14年）には歩兵中尉に昇進。
1941年（昭和16年）11月、少尉の階級で召集令状を受け、舞鶴から南方に出発。さらにフィリピンへ転戦、バターン半島攻略のときに上陸したキナワン岬付近で所属する第2大隊が全滅。
1942年（昭和17年）2月5日、戦死の報が伝えられた。満35歳没。

## 人物・エピソード
京都市立第一商業学校でマキノ正博の一年先輩、山中貞雄の二年先輩だった。久保とマキノと山中は、京一商時代、「卒業後、三人のうち誰かが出世したら、あとの二人の就職を引き受ける」と約束していた。
京一商卒業後、久保は第一銀行に勤めていたが、この約束のため、大正14年の山中の卒業と同時にマキノ正博を訪ねて映画界入りを頼みこんだ。久保は正博を見て「マァちゃん出世したなあ」と云うので、正博が慌てて「何ゆうてんのや、やっとまた役者になったばかりや、出世なんて・・・」と云うと、山中が「先輩!　二人で相談して俺たちも映画人になることに決めたんです、マキノに入社したいんでやって来ました」とすかさず返す、このような会話を交わしていると、父親のマキノ省三が玄関に出てきて「マサ公、入社させてやれ、お前の友達や、きっとええ相棒になるやろ」と云い、久保の顔を見て「この人、ええ顔をしてるがな。あんた役者になるのか」と話しかけた。このとき久保は「いえ!　監督になりたいんです」と答え、山中も同じ返事だった。マキノ省三はこれを了承し、「明日から早速台本のガリバンやって。あれが一番勉強になるねん。つまらん仕事や思たら出世できまへんぜ」と二人に話した。
これをきっかけに山中とともにマキノ入りした久保は、省三の言葉通り正博のよき相棒となり、映画製作においても、またマキノの苦境にあっても、公私ともに彼を支えた。
昭和6年の正月に、貧窮して同じ長屋に住んでいたマキノ雅弘と久保のもとに牛肉を土産に山中が来て、嵐寛寿郎プロダクションの『小判しぐれ』の脚本を見せ、「これコンテしてくれんか」と依頼。三人はすき焼をたらふく食って和気藹々と映画について語り合い、三人で徹夜して『小判しぐれ』のコンテを作った。「同窓会コンテやな」と三人で笑ったが、こうして三人が一緒に仕事をしたのはこの時が初めてだった。
昭和16年、東京で『昨日消えた男』を撮り終えたマキノ雅弘は、京都から久しぶりに遊びに来た久保と会った。徴兵検査で丙種不合格だったマキノは「東京へ行こう、ネッチリ撮って名作やと騒がれて喜んでいる監督連中が多い中で、山中が死んだ（昭和13年戦病死）。あとはお前とわしや。東京へ行こう」と誘ったが、久保は「いずれは赤紙の来る俺や、あきらめてるわ」、「仕事中に赤紙になっては」とこれを固辞。京都へ帰ってしまった。止めようもなかったという。
この春に、久保は少尉階級で召集令状を受け、先斗町で京一商卒業生での送別会を行った。久保は牧野省三からマキノプロ創立三周年記念に貰った金時計を見せ、「この時計は俺の命と同じだから、これだけは持っていくんや、俺が召集されたからといって女房子供の心配はいらん、気にかけるな、舞鶴に行くのに見送りはいらん、前線に行くとは限らんからな」、「花園駅から出発するがバンザイだけはやめてくれ、俺に惚れた女が泣くからな。たとえ前線に出ることになっても君らには知らさん」と雅弘に言い残した。
久保はマキノに入るときに省三が一目見るなり役者をやったらどうやと云ったほどの美男子で、伊藤大輔監督も久保を役者にしようと躍起になったが、本人はどうしても役者をやろうとしなかった。それほどの二枚目だけに、舞鶴に出発するときの見送りは女ばかりで、その中には女優の原駒子や大倉千代子もいて、JOの女優もたくさん来ていた。誰もバンザイを云わず、皆泣いていて、久保だけが軍服姿で汽車のデッキに立って敬礼したまま笑っていた。汽車が走りだしても皆じっとその場に立ちつくしていた。雅弘は「こんな見送りを私は初めて見た。女たちよ、泣いてやれ---と私は心で叫んだ」とこのときの様子を偲んでいる。

## フィルモグラフィ

### マキノプロダクション御室撮影所
- 青い眼の人形 1926年 脚本 監督富沢進郎・マキノ正博、撮影松田定次、主演荒木忍、都賀一司、東郷久義　※脚本家デビュー
- メリケン物語 1926年 脚本 監督・原作富沢進郎、撮影藤井春美、主演東郷久義、マキノ正唯、滝沢憲、大林梅子、都賀静子
- この母を見よ 1927年 監督 脚本芝蘇呂門、撮影藤井春美、主演滝沢憲、水谷蘭子、星英府 ※監督デビュー
- 漂泊の人 1927年 原作・脚本 監督富沢進郎、撮影三木稔、主演東郷久義、河上君栄
- 週間苦行 1927年 脚本 監督マキノ正博、原作・撮影三木稔、共同撮影野村金吾、主演杉狂児、小宮一晃、東郷久義、松尾文人、三保松子、大林梅子
- 鍵穴 1927年 脚本 監督マキノ正博、原作・撮影三木稔、共同撮影野村金吾、主演杉狂児、須田笑子
- 学生五人男 飛躍篇 1927年 監督 共同監督マキノ正博、脚本八尋不二、撮影三木稔・野村金吾、主演東郷久義、津村博
- 妖婦 1927年 脚本 監督マキノ正博、原作西條照太郎、撮影石野誠三、主演鈴木澄子、武井龍三、津村博
- 運命線上に躍る人々 1930年 監督 共同監督マキノ正博、原作・脚本三村伸太郎、撮影三木稔、主演横沢四郎、大貫憲、荒木忍、都賀静子
- 学生三代記 明治時代 1930年 監督 共同監督マキノ正博・阪田重則・並木鏡太郎、原作・脚本八田尚之、撮影三木稔・松浦茂・大森伊八、主演南光明、中根龍太郎、沢村国太郎、マキノ智子、松浦築枝
- 永遠の母 1930年 監督 原作長和隆、撮影三木稔、主演松浦築枝、飯田英二
- 嬰児殺し 1930年 監督 共同監督マキノ正博、原作山本有三、撮影三木稔、主演マキノ智子、荒木忍、浅間昇子、川田弘三
- 腹の立つ忠臣蔵 1930年 監督 総指揮・共同監督マキノ正博、原作・脚本八田尚之、撮影山本雅久、主演中根龍太郎、マキノ登六、河津清三郎、大林梅子、早川麗子
- 紅燈一代女 1930年 監督 製作・共同監督マキノ正博、共同監督・出演根岸東一郎、原作・脚本八田尚之、撮影山本雅久、主演マキノ智子、桜木梅子、津村博、南光明
- 真田十勇士 1931年 監督 製作マキノ正博、共同監督金森万象・稲葉蛟児・滝沢英輔・三上良二、原作八田尚之、脚本藤田潤一、撮影松浦茂・大塚周一・木村角山・大森伊八・野村金吾・下村健二、主演南光明、谷崎十郎、沢村国太郎、桂武男、松浦築枝、桜木梅子
- 幕末風雲記 堀新兵衛の巻・新門辰五郎の巻・清水次郎長の巻 1931年 監督 共同監督マキノ正博・稲葉蛟児、脚本藤田潤一・中川信夫、撮影大塚周一・下村健二・大森伊八、主演市川米十郎、松葉文子、荒木忍、桂武男、南光明、泉清子

### 宝塚キネマ興行
すべて 「久保文憲」名義である。
- 嘆きの結婚 1932年 監督 原作・脚本宝塚キネマ文芸部、撮影松浦茂、主演福原直正、曽根譲、及川静江
- 日章旗の下に 1933年 監督 原作・脚本宝塚キネマ文芸部、撮影松浦茂、主演椿三四郎、川島奈美子、及川静江、曽根譲　※「久保為義」名義
- アリランの唄 1933年 監督 共同監督米沢正夫、原作・脚本民門敏雄、撮影松浦茂、主演椿三四郎、松浦築枝
- 孝子五郎 1933年 監督 原作・脚本川越亜聖、撮影松浦茂、主演都賀一司、三保松子
- 死の薄化粧 1933年 監督 原作・脚本民門敏雄、撮影松浦茂、主演水原洋一、小島一洋
- 港離れて 1933年 監督 原作・脚本城木鉄夫、撮影平野好美、主演椿三四郎、嵐幸三郎、毛利峰子
- 水郷の唄 1933年 監督 原作・脚本西川林之助、撮影平野好美、主演椿三四郎、毛利峰子
- 霧の地下道 1934年 監督 原作・脚本南泰三、撮影松浦茂、主演椿三四郎、松浦築枝、神戸藤子

### マキノトーキー製作所
製作・録音はいずれもマキノ正博。
- 江戸噺鼠小僧 1935年 監督 共同監督マキノ正博、原作月形龍之介、脚本山本正夫、撮影大森伊八、主演沢村国太郎、原駒子 ※マキノトーキー製作所設立第1回作品、時代劇
- 浪人天国 1936年 監督 原作・脚本比佐芳武、撮影柾木四平、主演沢村国太郎、光岡竜三郎、椿三四郎、松浦築枝、花房銀子
- 白浪五人男 1936年 監督 共同監督マキノ正博、原作・脚本立春大吉、撮影柾木四平、主演月形龍之介、沢村国太郎、原駒子、葉山純之輔、花房銀子
- 国定忠治 信州子守歌　1936年 監督・脚本 共同監督・共同脚本千々喬一・マキノ正博、原作伊藤大輔、撮影藤井春美、主演月形龍之介、沢村国太郎、葉山純之輔、光岡竜三郎、原駒子
- 丹下左膳 乾雲必殺の巻 第一篇 1936年 応援監督 監督マキノ正博、応援監督松田定次・広瀬五郎、原作林不忘、潤色伊藤大輔、脚本比佐芳武、撮影大森伊八・藤井春美・柾木四平、主演月形龍之介、沢村国太郎、団徳麿、葉山純之輔、光岡竜三郎、椿三四郎、根岸東一郎、原駒子、大久保清子
- 丹下左膳 坤竜呪縛之巻 1936年 応援監督 監督マキノ正博、応援監督松田定次・広瀬五郎、原作林不忘、潤色伊藤大輔、脚本比佐芳武、撮影大森伊八・藤井春美・柾木四平、主演月形龍之介、沢村国太郎、原駒子、大久保清子、団徳麿、葉山純之輔、椿三四郎
- 次郎長裸旅　1936年 監督 共同監督マキノ正博、原作マキノ文芸部、脚本立春大吉、撮影大森伊八、主演葉山純之輔、光岡竜三郎、原駒子
- 三ン下剣法　1936年 監督 共同監督マキノ正博・根岸東一郎、原作・脚本比佐芳武、撮影藤井春美、主演沢村国太郎、葉山純之輔、大久保清子、マキノ博子
- 黒蜻蛤　1936年 監督 原作瀬川春郎、脚本山本正夫、撮影大森伊八、主演月形龍之介、大倉千代子、松浦築枝、浅野進二郎、光岡竜三郎
- 修羅八荒 第二篇 1936年 監督 共同監督マキノ正博、原作行友李風、脚本比佐芳武、撮影藤井春美、主演葉山純之輔、光岡竜三郎、原駒子、志村喬、松浦築枝、水原蛟一郎、椿三四郎
- まんじ蜘蛛 1936年 監督 原作佐々木味津三、脚本比佐芳武、撮影柾木四平、主演原駒子、水原蛟一郎、葉山純之輔、光岡竜三郎、島津勝二
- 忠治血笑記（忠治決笑記）1936年 監督 共同監督マキノ正博、原作伊藤大輔、脚本比佐芳武、撮影大森伊八、主演葉山純之輔、光岡竜三郎、原駒子
- 忠治活殺剱 1936年 監督 共同監督マキノ正博、原作伊藤大輔、脚本比佐芳武、撮影大森伊八、主演清水英太朗、大久保清子、島津勝二
- 二階の花嫁 1937年 監督 原作・脚本田丸重雄、撮影西本良生、主演田村邦男、島津勝二

### ゼーオースタヂオ
- 歌う弥次喜多 京大阪の巻 1937年 監督 製作森田信義、原作古川緑波、脚本菊田一夫、主演森野鍛治哉
- 裸武士道 1937年 監督 製作森田信義、原作長谷川伸、主演黒川弥太郎　※遺作